# Boston-Marathon 1965
| 69. Boston-Marathon    | 69. Boston-Marathon          |
| ---------------------- | ---------------------------- |
| Stadt                  | Boston, Vereinigte Staaten   |
| Datum                  | 19. April 1965               |
| Distanz                | 42,195 Kilometer             |
| Sieger                 |                              |
| Männer                 | Morio Shigematsu (2:16:33 h) |
| ← Boston-Marathon 1964 | Boston-Marathon 1966 →       |
| Website                | Offizielle Website           |

Der Boston-Marathon 1965 war die 69. Ausgabe der jährlich stattfindenden Laufveranstaltung in Boston, Vereinigte Staaten. Der Marathon fand am 19. April 1965 statt.
Es gewann Morio Shigematsu in 2:16:33 h.

## Ergebnis
| Platz | Athlet                 | Land               | Zeit (h) |
| ----- | ---------------------- | ------------------ | -------- |
| 01    | Morio Shigematsu       | Japan              | 2:16:33  |
| 02    | Hideaki Shishido       | Japan              | 2:17:13  |
| 03    | Takayuki Nakao         | Japan              | 2:17:31  |
| 04    | Aurèle Vandendriessche | Belgien            | 2:17:44  |
| 05    | Yoshikazu Funasako     | Japan              | 2:18:18  |
| 06    | Kazuo Matsubara        | Japan              | 2:19:47  |
| 07    | Ralph Buschmann        | Vereinigte Staaten | 2:20:20  |
| 08    | Eino Oksanen           | Finnland           | 2:21:13  |
| 09    | Eino Valle             | Finnland           | 2:21:52  |
| 10    | Erik Ostbye            | Schweden           | 2:22:05  |